# 대영시네마
대영시네마는 대한민국 부산광역시 중구 남포동에 위치한 영화관이다.

## 역사
대영시네마는 1957년 대영극장이라는 이름으로 개관하였다. 1994년에 폐관하였으나, 1999년에 혜성극장과 합병하여 재개관하였다.
2016년 5월 18일 영화 곡성을 마지막으로 상영한 후 폐관하여 롯데시네마에 인수되었고, 이듬해 3월 롯데시네마 부산대영점으로 재개관하였다.